# 타카기 신페이
타카기 신페이(高木心平, 1985년 10월 22일 ~ )는 일본의 배우이다. 쌍둥이 형은 배우 타카기 만페이(高木万平).

## 방송
- 《수권전대 게키렌쟈》 - 거울속의 후카미 레츠 역
- 오란고교 꽃미남클럽
- 메이의 집사

## 영화
- 야쿠자 대 닌자 2 (2012년) - 스바루 역
- 야쿠자 대 닌자 (2012년) - 스바루 역
- 오란고교 호스트부 (2012년) - 히타치인 히카루 역